# Dora Willgerodt-Brünner
Dora Willgerodt-Brünner (* 27. April 1887 in Karlsruhe; † 20. November 1983 in Marburg) war eine deutsche Malerin und Grafikerin.

## Leben und Werk
Dora Brünner entstammte einer Künstlerfamilie. Ihr Vater war der in Karlsruhe geborene Maler und Grafiker Karl Brünner, der in Karlsruhe, Wien und Basel zahlreiche für die Gründerzeit typische große Fresken und Historiengemälde schuf und auch als Porträtmaler tätig war. Seit 1888 war er Professor an der Kasseler Kunstgewerbeschule, später an der Kasseler Kunstakademie. Ihre Mutter war die Schweizerin Hedwig Sickler (1867–1948). Ihr Bruder Hans Brünner (1883–1941) war ebenfalls als Grafiker und Maler in Karlsruhe tätig.
Dora Brünner wuchs in Kassel auf und besuchte dort von 1903 bis 1906 die Kunstgewerbeschule, die seit 1870 eine Klasse für Schülerinnen eingerichtet hatte, in der ab 1889 der Abschluss als Zeichenlehrerin erworben werden konnten. Um 1906/1909 wechselte sie an die Kunstakademie in Kassel, die seit 1886 vereinzelt Schülerinnen aufnahm. Laut der Satzung der Königlichen Kunst-Akademie zu Kassel, oblag es dem Direktor der Akademie über das Gesuch von „Ausländern, Damen und Hospitanten“ zur Teilnahme am Unterricht in der untersten Abteilung zu entscheiden. In einem kurzen biografischen Abriss nennt Brünner die dortigen Lehrer Louis Kolitz und Hans Olde als jene, die sie maßgeblich prägten. Zwei Skizzenbücher aus ihrer Studienzeit an der Kasseler Kunstakademie vermitteln einen Eindruck von den Motiven, die sie mit Bleistift festhielt: Alltagsszenen auf der Straße, die malenden Mitstudierenden, Detailstudien, Landschaften.
Dora Brünner arbeitete nach dem Studium als Malerin und Grafikerin. Wie für das frühe 20. Jahrhundert noch üblich, führte sie auch Auftragsarbeiten als Kopistin von berühmten Gemälden der Kasseler Kunstsammlungen aus, wie beispielsweise Riberas Mater dolorosa. Neben Blumenbildern und Landschaften bildeten Porträts einen Schwerpunkt ihrer Tätigkeit. So malte sie 1942 die Marburger Professorin Luise Berthold. Carl Bantzer zählt sie in seinem Buch Hessen in der deutschen Malerei zu den Malern der hessischen Landschaft.
1915 heiratete Dora Brünner ihren Malerkollegen Werner Willgerodt (1885–1961), den sie bereits aus Studienzeiten kannte. Das Ehepaar hatte zwei Töchter (Ursula und Barbara). 1928 zog die Familie nach Marburg, wo Werner Willgerodt als Kunsterzieher am Gymnasium Philippinum tätig war, und baute in der Körnerstraße 4 ein Haus. In den frühen 40er Jahren ließen sich Dora und Werner Willgerodt scheiden. In den 50er Jahren schloss sich Dora Willgerodt-Brünner dem neu gegründeten Marburger Künstlerkreis an, mit dem sie in den folgenden Jahren häufig ausstellte.

## Werke (Auswahl)
- Die meisten Werke von Dora Willgerodt-Brünner befinden sich im Privatbesitz.
- Das Stadtmuseum Kassel besitzt zwei Ölgemälde (Porträt einer alten Frau, 1915; Landschaft-Blick über das Druseltal auf das Habichtsspiel, o. J.), zwei Kupferstiche (Kirchditmold; Alte Mühle bei Kassel), eine Zeichnung (Alt-Kassel, Brüder Grimm-Haus); zwei Skizzenbücher.
- Bildarchiv Foto Marburg besitzt s/w-Fotografien von Gemälden aus dem Besitz von Dora Willgerodt-Brünner im Jahr 1968: Bildnis Luise Berthold (Inventar-Nr.:141 946), Porträt einer Frau (Inventar-Nr. 141984), stillende Frau mit Neugeborenem im Bett liegend (Inventar-Nr. 141 947), Sonnenblumenstrauß in Vase (Inventar-Nr. 141 945). 1968 befanden sie sich im Besitz der Künstlerin, heute ist ihr Verbleib unbekannt.